# Војводство варминско-мазурско
Војводство Варминско-Мазурско (пољ. Województwo warmińsko-mazurskie) је једно од 16 пољских војводстава. Налази се у северозападном делу Пољске. Седиште војводства је Олштин.
Војводство Варминско-Мазурско је основано 1999. године услед регионилизације државе и зауело је територије старих војводстава „гјерковских“ (gierkowskich): елбаског, олштинског и већег дела сувалског.
Највећи градови у војводству су Елблаг, Елк и Олштин.
Град Олштин је главни центар прехрамбене индустрије, дрвне индустрије као и туризма. Елблаг је важно седиште тешке индустрије, морска лука и други по величини град у региону.

## Географија
Војводство Варминско-Мазурско се граничи са:
- Калињинградском области Руске Федерације (са севера). Граница је дугачка 212
- Подласким војводством (на истоку) - Граница је дугачка 225
- Мазовским војводством (на југу) - Граница је дугачка 218
- Кујавско-Поморским војводством (на западу) - Граница је дугачка 133
- Поморским војводством (на западу) - Граница је дугачка 195

### Војводе
- Збигњев Бабалски - 1999-2001
- Стањислав Лех Шатковски - 2001-2005
- Адам Супел - 2006

## Градови
- Олштин - 173 850
- Елблаг - 128 500
- Елк - 55 498
- Острода - 35 000
- Илава - 32 508
- Кентшин - 30 100
- Гижицко - 29 810
- Шчитно - 27 500
- Бартошице - 26 000
- Мрагово - 22 730
- Ђалдово - 20 892
- Пиш - 20 000
- Брањево - 17 800
- Олецко - 17 000
- Лидзбарк Вармињски - 16 625
- Голдап - 15 600
- Мораг - 15 000
- Ниђица - 15 000
- Пасленк - 12 672
- Венгожево - 12 000
- Добре Мјасто - 11 111
- Бискупјец - 10 400
- Нове Мјасто Лубавскје - 10 350
- Орнета - 9965

## Повјати у Варминско-Мазурском војводству
- Повјат бартошицки (Powiat bartoszycki) - 62.093
- Повјат брањевски (Powiat braniewski) - 44.391
- Повјат ђалдовски (Powiat działdowski)- 65.356
- Повјат елбласки (Powiat elbląski) - 56.498
- Повјат елцки (Powiat ełcki) - 84.104
- Повјат гижицки (Powiat giżycki) - 56 953
- Повјат голдапски (Powiat gołdapski) - 28.500
- Повјат илавски (Powiat iławski) - 89.662
- Повјат кетжињски (Powiat kętrzyński) - 67.202
- Повјат лидсбарски (Powiat lidzbarski) - 43.398
- Повјат мраговски (Powiat mrągowski) - 50.368
- Повјат њидски (Powiat nidzicki) - 33.971
- Повјат новомјејски (Powiat nowomiejski) - 43.388
- Повјат олецки (Powiat olecki) - без података
- Повјат олштињски (Powiat olsztyński) - 112.000
- Повјат остродски (Powiat ostródzki) - 105.629
- Повјат писки (Powiat piski) - 57 642
- Повјат шчићењски (Powiat szczycieński) - 69.600
- Повјат вегожевски (Powiat węgorzewski) - 23.947
- Елблаг - 129.550
- Олштин - 177.200